# Minute Maid
Minute Maid est initialement une entreprise fondée en 1945 et une ligne de produits généralement associée au jus d'orange mais maintenant étendue à toutes sortes de boissons à base de jus de fruits. Elle appartient à la Coca-Cola Company depuis 1960 et est devenue une marque.

## Historique

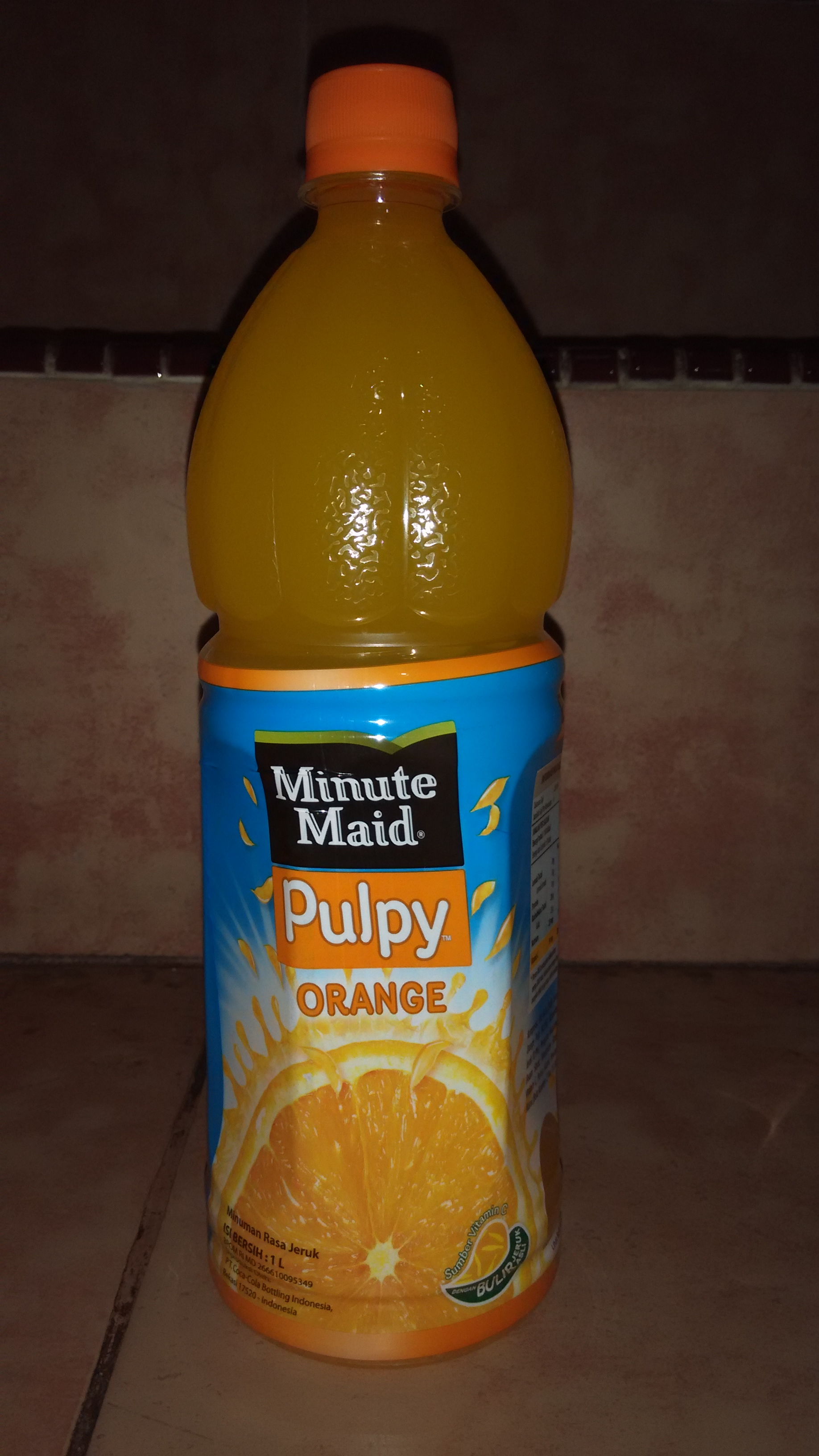
Bouteille Minute Maid d'Indonésie

Pendant la Seconde Guerre mondiale, la National Research Corporation (NRC) de Boston développe une méthode d'évaporation sous vide, au départ pour déshydrater des produits médicaux,. En 1945, elle s'en sert pour concentrer avec succès du jus d'orange sous la forme de poudre. La NRC crée alors une société, la Florida Foods Corporation pour fournir l'armée américaine en jus d'orange, et remporte un contrat gouvernemental de 750 000 dollars. La guerre se termine avant que l'usine de fabrication n'ait été construite et la nouvelle compagnie se reporte sur le marché public.
Plutôt que d'offrir aux consommateurs son jus d'orange sous forme de poudre, la firme décide de créer un produit concentré surgelé. Le procédé élimine 80 % de l'eau contenue dans le jus, tout en conservant un meilleur goût que le produit en poudre. Une agence de publicité de Boston trouve le nom de Minute Maid, sorte de jeu de mots avec minute et maid, qui sous-entend que le jus est facile et rapide à préparer (maid, « une bonne » en français, sonne aussi comme made c'est-à-dire « fait »). En avril 1946, la firme est renommée Vacuum Foods Corporation.
Il est désormais possible de consommer du jus d'orange au goût frais à tout moment de l'année et loin des régions productrices, le produit rencontre un succès rapide.
En octobre 1949, la firme est rebaptisée Minute Maid Corp..
En 1960, Minute Maid est achetée par la Coca-Cola Company,.
En 1973, la firme met sur le marché américain son premier jus d'orange prêt à boire, à base de concentré surgelé, entrant dans une guerre commerciale avec son concurrent Tropicana qui se spécialise dans le créneau du jus non reconstitué.
En 1996, le nom devient The Minute Maid Company.
Minute Maid est une ligne de produits de boissons généralement associée à la limonade ou au jus d'orange, mais qui s'étend désormais à des boissons gazeuses de différentes sortes. Minute Maid est vendu sous la marque Cappy en Europe centrale et sous la marque "Моя Семья" (Moya sem'ya, "Ma famille") en Russie et dans la Communauté des États indépendants. La société Minute Maid appartient à The Coca-Cola Company, le plus grand distributeur mondial de jus de fruits et de boissons. L'entreprise a ouvert son siège social à Sugar Land Town Square à Sugar Land, Texas, États-Unis, le 16 février 2009 ; auparavant, elle avait son siège dans l'immeuble 2000 St. James Place à Houston. 

## Produits et saveurs
En France, plusieurs produits sont commercialisés comme : 
- Minute Maid Pomme : 100% jus de pomme à base de concentré (Granny Smith)
- Minute Maid Orange : 100% jus d'orange à base de concentré (existe en versions avec ou sans pulpe)
- Minute Maid Tropical : nectar de fruits tropicaux à base de concentré (orange, goyave, abricot, mangue, fruit de la passion)
- Minute Maid Pamplemousse : 100% jus de pamplemousse à base de concentré
- Minute Maid Tomate : jus de tomate à base de concentré
- Minute Maid Ananas : jus d'ananas à base de concentré
- Minute Maid Abricot : jus d'abricot à base de concentré
- Minute Maid Rouge Sensation : pomme, framboise, cassis
- Minute Maid Multivitamines : orange, pomme, citron, raisin, pêche
- Minute Maid Multifruits : pomme, mandarine, mangue, ananas, pêche, orange